# Берастегі
Берастегі (баск. Berastegi (офіційна назва), ісп. Berástegui) — муніципалітет в Іспанії, у складі автономної спільноти Країна Басків, у провінції Гіпускоа. Населення — 1033 особи (2009).
Муніципалітет розташований на відстані близько 330 км на північний схід від Мадрида, 22 км на південь від Сан-Себастьяна.
На території муніципалітету розташовані такі населені пункти: (дані про населення за 2009 рік)
- Берастегі: 975 осіб
- Ельдуа: 58 осіб

## Демографія
Динаміка населення (INE ):

## Галерея зображень

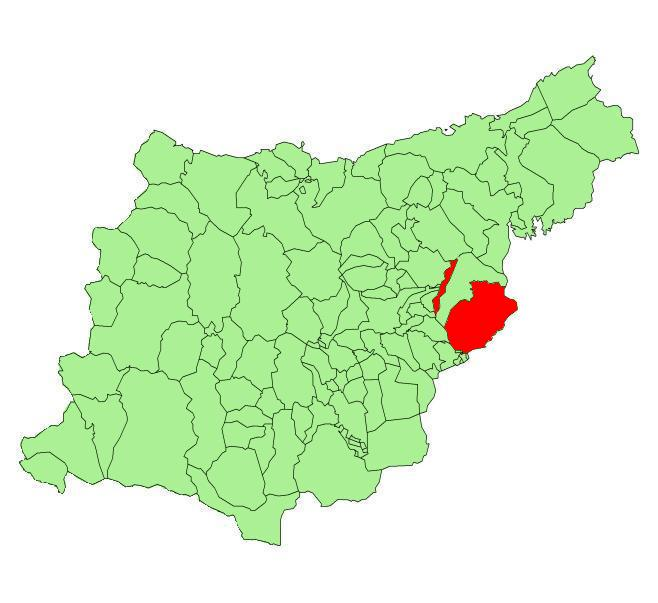
Розташування муніципалітету
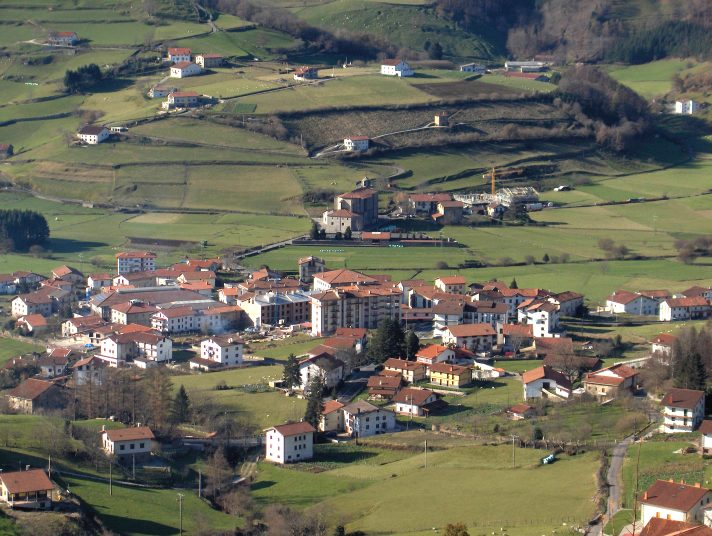
Берастегі
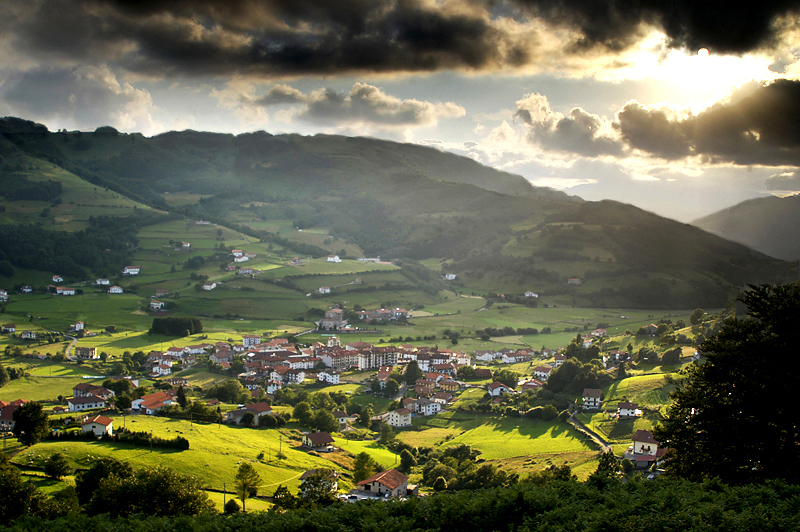
Берастегі